# Quarterback titolari dei Washington Commanders
Questi quarterback sono partiti come titolari per i Washington Commanders della National Football League. Sono inseriti in ordine di data a partire dalla prima partenza come titolari nei Commanders.

## Quarterback titolari
Lista di tutti i quarterback titolari dei Washington Commanders. Il numero tra parentesi indica il numero di gare da titolare giocate nella stagione:

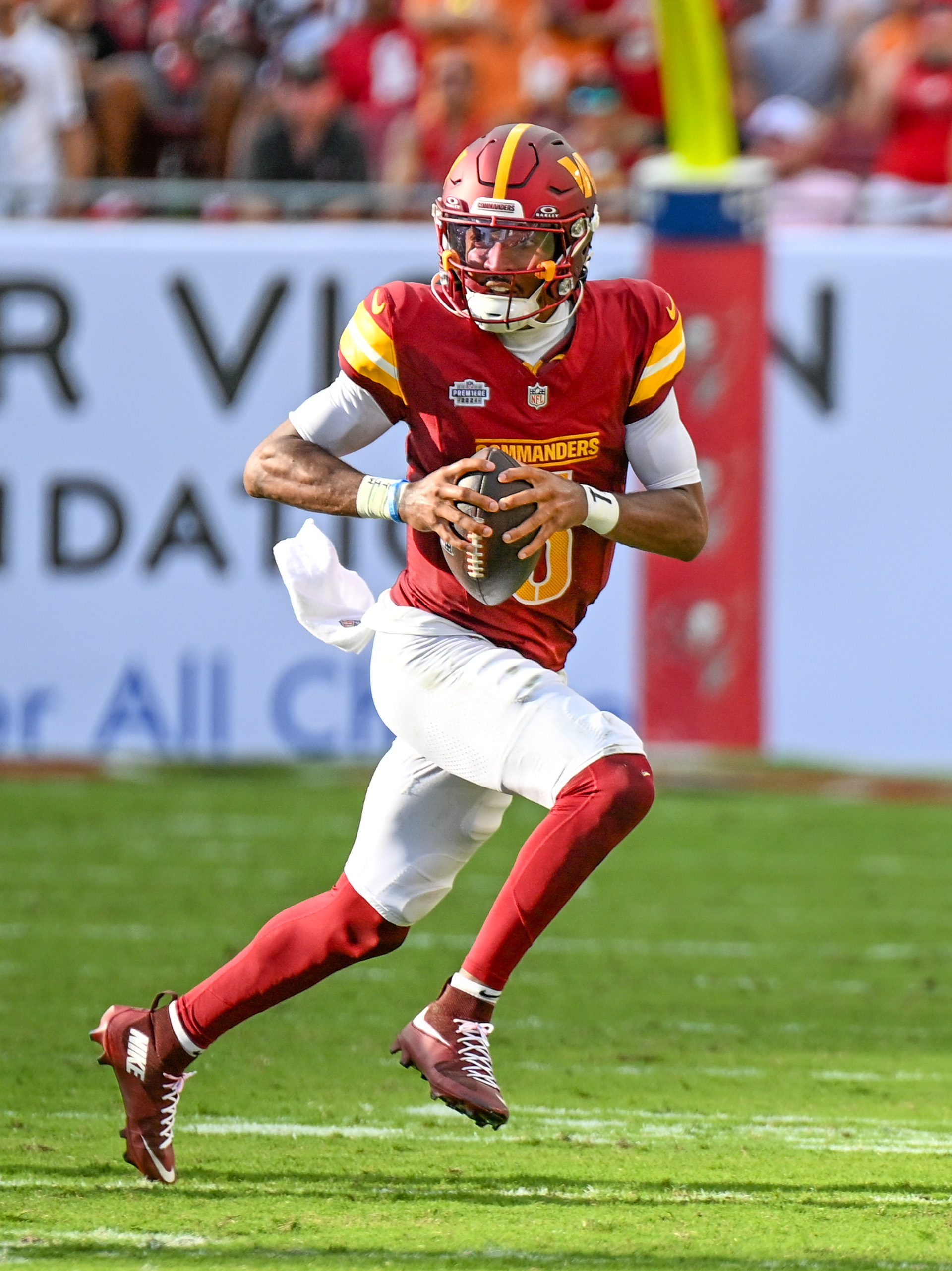
Jayden Daniels, 2024-presente

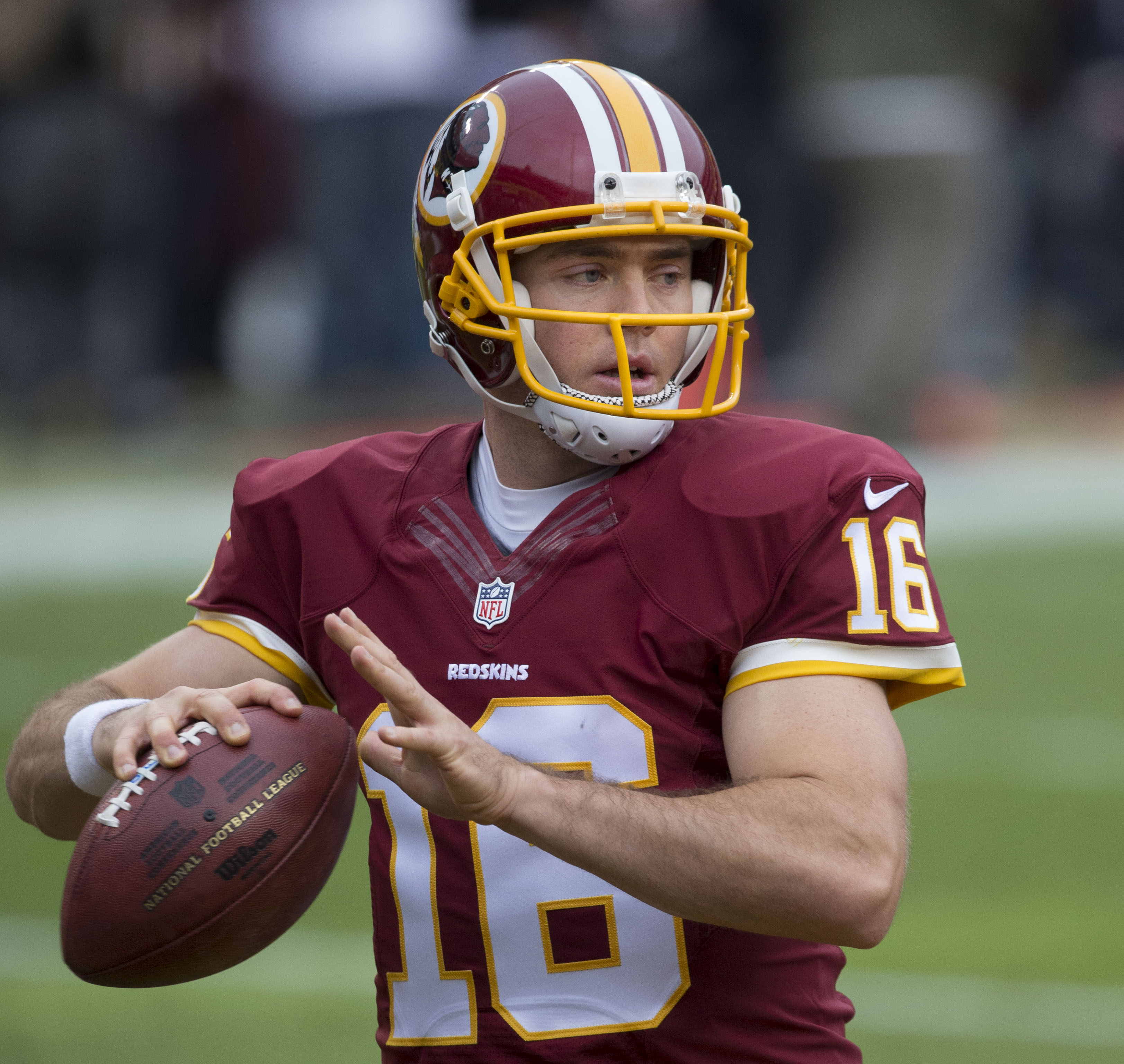
Colt McCoy, 2014, 2019

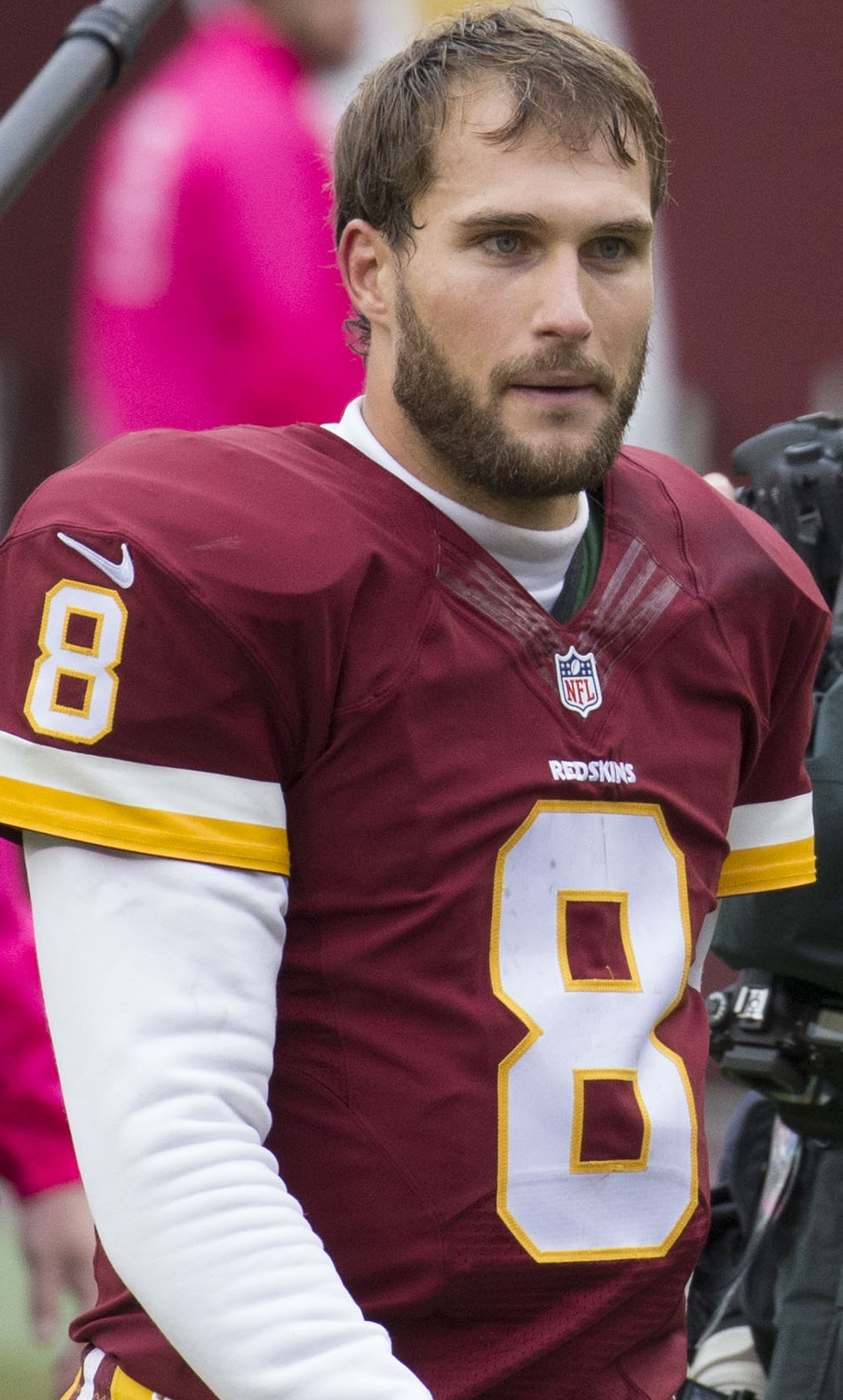
Kirk Cousins, 2012-2017

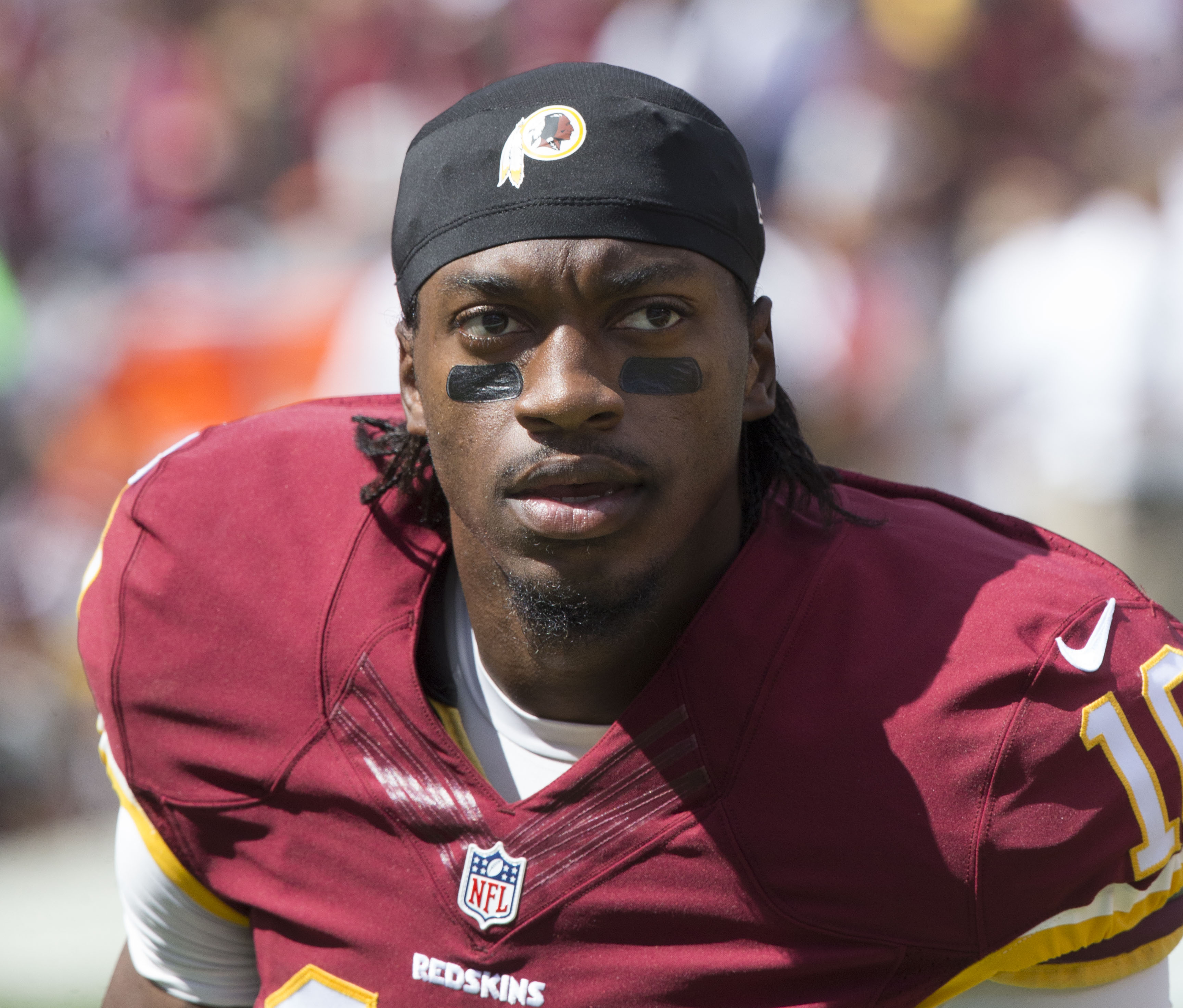
Robert Griffin III 2012-2014

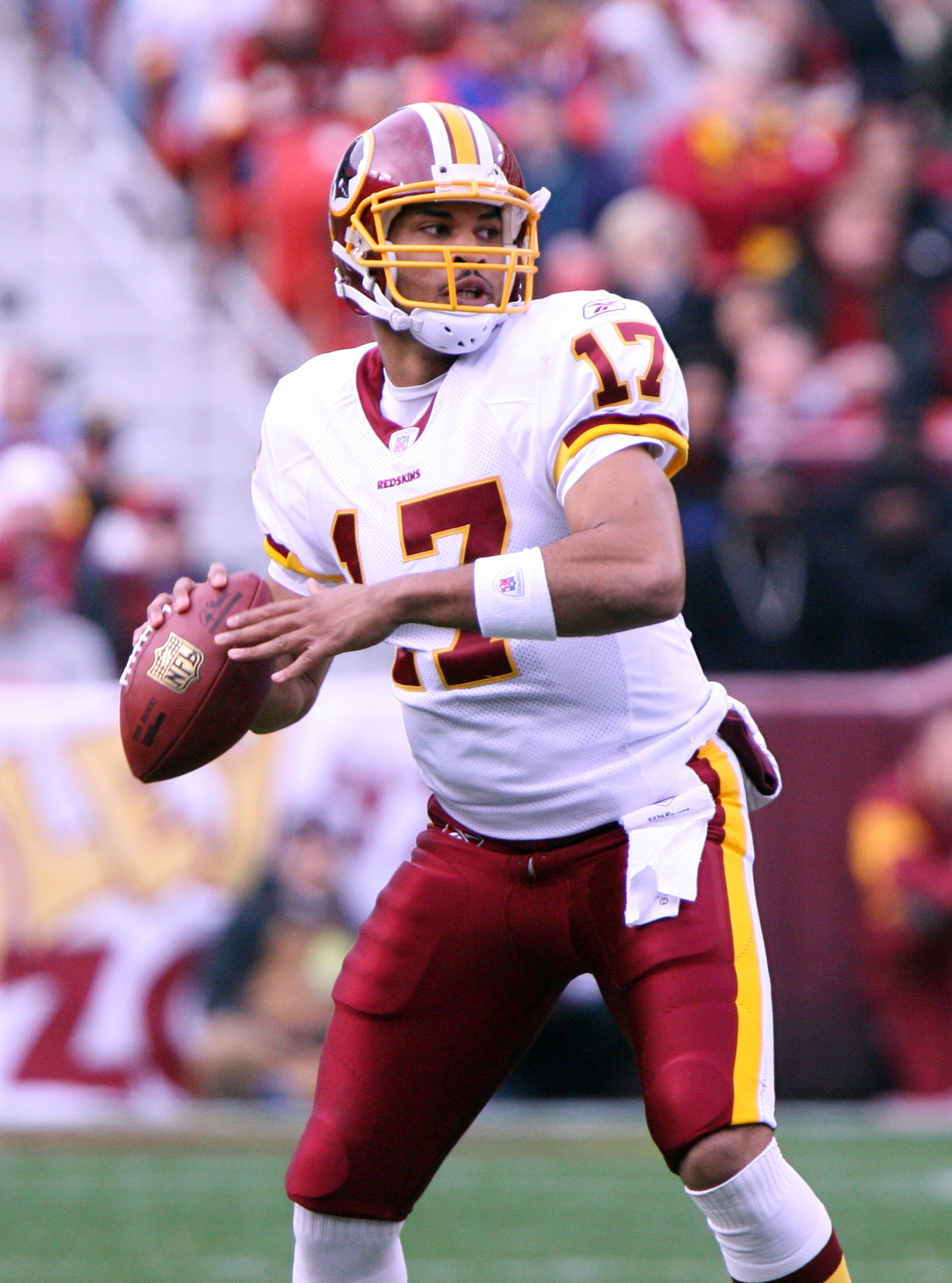
Jason Campbell 2005-2009

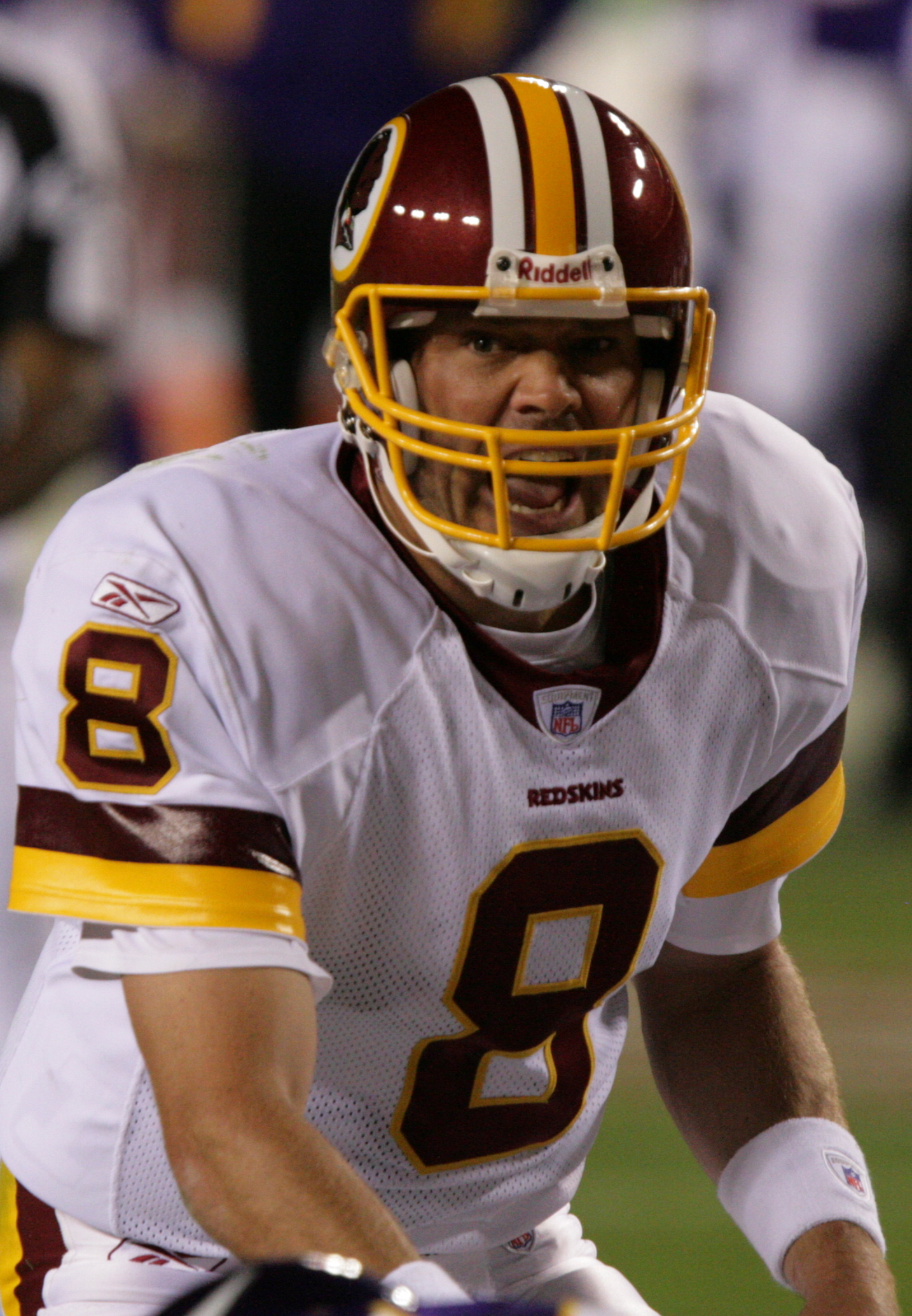
Mark Brunell 2004-2007

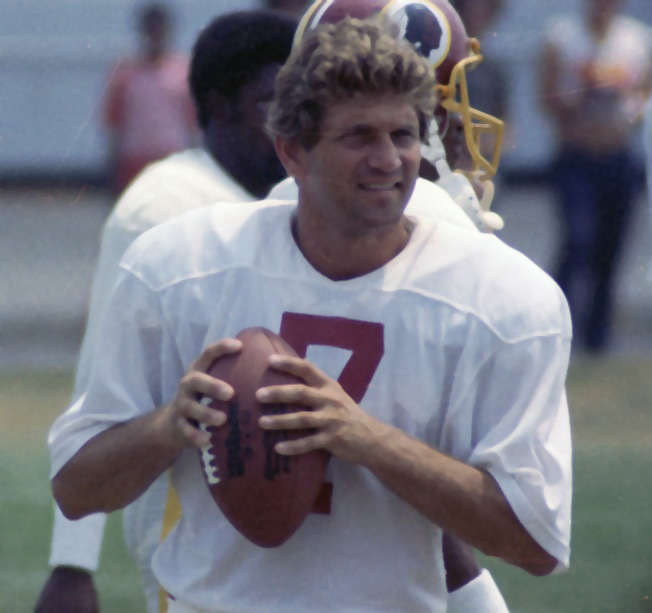
Joe Theismann 1974-1985

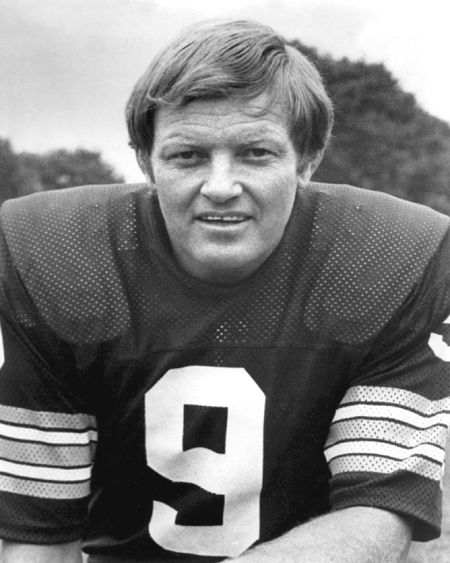
Sonny Jurgensen, 1964-1974

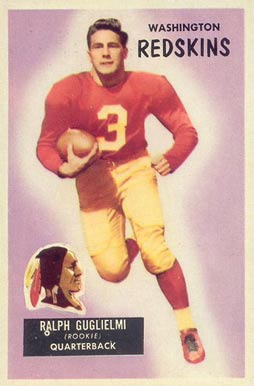
Ralph Guglielmi, 1955-1960

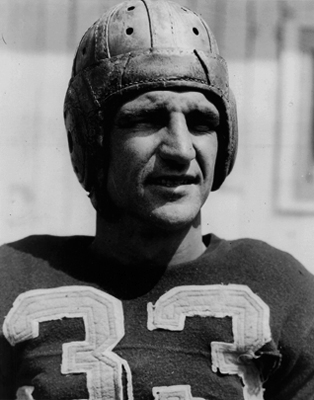
Sammy Baugh 1937-1952

| Quarterback titolari dei Washington Commanders |                                                                        |
| Anno                                           | Quarterback                                                            |
| 2024                                           | Jayden Daniels (16)                                                    |
| 2023                                           | Sam Howell (17)                                                        |
| 2022                                           | Taylor Heinicke (9) / Carson Wentz (7) / Sam Howell (1)                |
| 2021                                           | Taylor Heinicke (15) / Ryan Fitzpatrick (1) / Garrett Gilbert (1)      |
| 2020                                           | Alex Smith (6) / Dwayne Haskins (6) / Kyle Allen (4)                   |
| 2019                                           | Case Keenum (8) / Dwayne Haskins (7) / Colt McCoy (1)                  |
| 2018                                           | Alex Smith (10) / Colt McCoy (2) / Mark Sanchez (1) / Josh Johnson (3) |
| 2017                                           | Kirk Cousins (16)                                                      |
| 2016                                           | Kirk Cousins (16)                                                      |
| 2015                                           | Kirk Cousins (16)                                                      |
| 2014                                           | Robert Griffin III (7) / Kirk Cousins (5) / Colt McCoy (4)             |
| 2013                                           | Robert Griffin III (13) / Kirk Cousins (3)                             |
| 2012                                           | Robert Griffin III (15) / Kirk Cousins (1)                             |
| 2011                                           | Rex Grossman (13) / John Beck (3)                                      |
| 2010                                           | Donovan McNabb (13) / Rex Grossman (3)                                 |
| 2009                                           | Jason Campbell (16)                                                    |
| 2008                                           | Jason Campbell (16)                                                    |
| 2007                                           | Jason Campbell (13) / Todd Collins (3)                                 |
| 2006                                           | Mark Brunell (9) / Jason Campbell (7)                                  |
| 2005                                           | Mark Brunell (15) / Patrick Ramsey (1)                                 |
| 2004                                           | Mark Brunell (9) / Patrick Ramsey (7)                                  |
| 2003                                           | Patrick Ramsey (11) / Tim Hasselbeck (5)                               |
| 2002                                           | Shane Matthews (7) / Patrick Ramsey (5) / Danny Wuerffel (4)           |
| 2001                                           | Tony Banks (14) / Jeff George (2)                                      |
| 2000                                           | Brad Johnson (11) / Jeff George (5)                                    |
| 1999                                           | Brad Johnson (16)                                                      |
| 1998                                           | Trent Green (14) / Gus Frerotte (2)                                    |
| 1997                                           | Gus Frerotte (13) / Jeff Hostetler (3)                                 |
| 1996                                           | Gus Frerotte (16)                                                      |
| 1995                                           | Gus Frerotte (11) / Heath Shuler (5)                                   |
| 1994                                           | Heath Shuler (8) / John Friesz (4) / Gus Frerotte (4)                  |
| 1993                                           | Mark Rypien (10) / Rich Gannon (4) / Cary Conklin (2)                  |
| 1992                                           | Mark Rypien (16)                                                       |
| 1991                                           | Mark Rypien (16)                                                       |
| 1990                                           | Mark Rypien (10) / Stan Humphries (5) / Jeff Rutledge (1)              |
| 1989                                           | Mark Rypien (14) / Doug Williams (2)                                   |
| 1988                                           | Doug Williams (10) / Mark Rypien (6)                                   |
| 1987                                           | Jay Schroeder (10) / Ed Rubbert (3) / Doug Williams (2)                |
| 1986                                           | Jay Schroeder (16)                                                     |
| 1985                                           | Joe Theismann (11) / Jay Schroeder (5)                                 |
| 1984                                           | Joe Theismann (16)                                                     |
| 1983                                           | Joe Theismann (16)                                                     |
| 1982                                           | Joe Theismann (9)                                                      |
| 1981                                           | Joe Theismann (16)                                                     |
| 1980                                           | Joe Theismann (15) / Mike Kruczek (1)                                  |
| 1979                                           | Joe Theismann (16)                                                     |
| 1978                                           | Joe Theismann (14) / Billy Kilmer (2)                                  |
| 1977                                           | Billy Kilmer (8) / Joe Theismann (6)                                   |
| 1976                                           | Billy Kilmer (9) / Joe Theismann (5)                                   |
| 1975                                           | Billy Kilmer (12) / Randy Johnson (2)                                  |
| 1974                                           | Billy Kilmer (10) / Sonny Jurgensen (4)                                |
| 1973                                           | Billy Kilmer (10) / Sonny Jurgensen (4)                                |
| 1972                                           | Billy Kilmer (10) / Sonny Jurgensen (4)                                |
| 1971                                           | Billy Kilmer (13) / Sonny Jurgensen (1)                                |
| 1970                                           | Sonny Jurgensen (14)                                                   |
| 1969                                           | Sonny Jurgensen (14)                                                   |
| 1968                                           | Sonny Jurgensen (12) / Jim Ninowski (2)                                |
| 1967                                           | Sonny Jurgensen (14)                                                   |
| 1966                                           | Sonny Jurgensen (14)                                                   |
| 1965                                           | Sonny Jurgensen (13) / Dick Shiner (1)                                 |
| 1964                                           | Sonny Jurgensen (14)                                                   |
| 1963                                           | Norm Snead (14)                                                        |
| 1962                                           | Norm Snead (14)                                                        |
| 1961                                           | Norm Snead (14)                                                        |
| 1960                                           | Ralph Guglielmi (11) / Eagle Day (1)                                   |
| 1959                                           | Eddie LeBaron (8) / Ralph Guglielmi (4)                                |
| 1958                                           | Eddie LeBaron (12) / Ralph Guglielmi (2)                               |
| 1957                                           | Eddie LeBaron (12)                                                     |
| 1956                                           | Al Dorow (7) / Eddie LeBaron (5)                                       |
| 1955                                           | Eddie LeBaron (8) / Ralph Guglielmi (3) / Al Dorow (1)                 |
| 1954                                           | Jack Scarbath (7) / Al Dorow (5)                                       |
| 1953                                           | Jack Scarbath (7) / Eddie LeBaron (5)                                  |
| 1952                                           | Eddie LeBaron (7) / Sammy Baugh (5)                                    |
| 1951                                           | Sammy Baugh (9) / Harry Gilmer (3)                                     |
| 1950                                           | Sammy Baugh (7) / Harry Gilmer (5)                                     |
| 1949                                           | Sammy Baugh (8) / Harry Gilmer (3)                                     |
| 1948                                           | Sammy Baugh (3) / Tommy Mont (2)                                       |
| 1947                                           | Sammy Baugh (1) / Jim Youel (5)                                        |
| 1946                                           | Jim Youel (4) / Sammy Baugh (2) / Jack Jacobs (2)                      |
| 1945                                           | Sammy Baugh (8)                                                        |
| 1944                                           | Frank Filchock (6) / Sammy Baugh (4)                                   |
| 1943                                           | Sammy Baugh (7) / George Cafego (3)                                    |
| 1942                                           | Sammy Baugh (8) / Roy Zimmerman (1)                                    |
| 1941                                           | Frank Filchock (10) / Sammy Baugh (1)                                  |
| 1940                                           | Sammy Baugh (11)                                                       |
| 1939                                           | Frank Filchock (9) / Sammy Baugh (1) / Jim German (1)                  |
| 1938                                           | Bill Hartman (4) / Sammy Baugh (3) / Frank Filchock (2)                |
| 1937                                           | Sammy Baugh (5)                                                        |
| 1936                                           | Eddie Britt (5) / Ed Smith (4)                                         |
| 1935                                           | Pug Rentner (6) / Bill Shepherd (6)                                    |
| 1934                                           | Steve Hokuf (9) / Pug Rentner (2)                                      |
| 1933                                           | Jim Musick (11)                                                        |
| 1932                                           | Hank Hughes (9)                                                        |